# Archiv Vojvodiny
Archiv Vojvodiny (srbsky Архив Војводине, maďarsky Vajdasági levéltár, slovensky Archív Vojvodiny, rumunsky Arhivele Voivodinei, rusínsky Архив Войводини) je oblastní instituce v autonomní oblasti Vojvodina, která se věnuje shromažďování a ochranou archivních materiálů na území Autonomní oblasti Vojvodiny a předchozích státních celků, které se zde nacházely již od 12. století. Ředitelem instituce je od roku 2018 Nebojša Kuzmanović. Zřizovatelem je autonomní oblast prostřednictvím své vlády.
Archiv byl založen v roce 1926 jako tzv. Státní archiv v Novém Sadu (srbsky Државни архив у Новом Саду). Prvním archivářem byl stanoven Dimitrije Kirilović a o jeho ředitelské pozici bylo rozhodnuto výnosem náměstka Ministra školství dne 5. srpna 1926. Dalšími pracovníky archivu tehdy byli historik Aleksa Ivić, profesor právnické fakulty v Subotici. Prvním úkolem bylo zanalyzovat, jaké dokumenty na území dnešní Vojvodiny (od roku 1929 částečně Dunajská bánovina) vlastně bylo nezbytné archivovat.
Za druhé světové války byl Novi Sad okupován a archiv utrpěl značné školy. Značnou část archivního fondu si odvezlo okupační vojsko, částečně byl převezen do Vídně a částečně na území bývalého Československa. Některé dokumenty byly ztraceny ve sklepeních Petrovaradínské pevnosti.
Od roku 1951 byl archiv znovuustaven jako Archiv autonomní obalsti Vojvodiny, od roku 1958 potom jako Historický archiv AO Vojvodina. Současný název byl schválen a používá se od roku 1970.
Od svého založení sídlil v budově na Futošské ulici v Novém Sadu, v domě č. 77, dnes č. 17. Roku 1934 byl přemístěn do budovy magistrátu na Náměstí svobody. Od druhé světové války sídlil v budově Petrovaradínské pevnosti. Po nějakou dobu byl v suterénu budovy Dunajské bánoviny na třídě Mihajla Pupina. Poté byl v prostorách sídla Patriarchátu ve Sremských Karlovcích a Beočinského kláštera. V letech 1988 až 1989 byl umístěn do bývalé budovy Okružní věznice, kde sídlí dodnes.